# باذنجان أسترالي
باذنجان أسترالي أو باذنجان مُفَرّض (الاسم العلمي: Solanum aviculare)، يطلق عليه عادًة بوروبورو (نيوزيلندا)، تفاح الكنغر، بام البرقوق (أستراليا)، أوالمغد النيوزيلندي، هي جنبة مُشَجّرة ناعمة موطنها نيوزيلندا والساحل الشرقي لأستراليا.